# Charly García
Charly García, geboren als Carlos Alberto García Moreno (Buenos Aires, 23 oktober 1951), is een Argentijnse rockzanger en -muzikant, die een beslissende invloed had op de ontwikkeling van rockmuziek in Argentinië. Hij speelde met tal van Argentijnse en internationale muzikanten en heeft zich sinds 1972 stilistisch ontwikkeld.

## Biografie
Charly García was de oudste zoon van rijke ouders uit Buenos Aires. Aan het einde van het eerste bewind van Juan Domingo Perón verslechterde de economische situatie dramatisch en begon zijn vader als leraar natuurkunde en wiskunde te onderwijzen. Zijn moeder werkte als producente van folkloristische muziekprogramma's voor de Argentijnse radio. Op driejarige leeftijd ontdekten zijn ouders het muzikale talent van Charly García en bevorderden dit door hem in te schrijven voor de muziekschool Thibaud Piazzini. Op 12-jarige leeftijd was Charly García klaar om zelf les te geven. Op 13-jarige leeftijd hoorde hij, na voorheen alleen klassieke muziek en folklore te hebben gehoord, voor het eerst The  Beatles. Hij zei later over de ervaring dat het was 'alsof hij klassieke muziek van Mars had gehoord'.
Hij ontmoette Nito Mestre op de middelbare school. In 1969 fuseerde de band 'To walk spanish' van Charlie García met 'The Century indignation' van Nito Mestre en formeerden ze snel de zeer succesvolle formatie Sui Generis. Sui Generis speelde folkrock met symfonische elementen. Het eerste album werd uitgebracht in 1972. Op 9 september 1975 gaf de band hun afscheidsconcert in het Luna Park Stadium voor 20.000 toeschouwers. Het was het grootste rockconcert ooit gehouden in Argentinië. In 1976 kwamen de muzikanten van Sui Generis weer samen om een plaat op te nemen met de muzikanten León Gieco, Raúl Porchetto en María Rosa Yorio. Deze lp kreeg de naam Porsuigieco (een mengsel van Raúl PORchetto, SUI Generis en León GIECO).
In de maanden die volgden, veranderden een aantal belangrijke dingen in het leven van Charlie García. Hij scheidde van zijn partner María Rosa Yorio, met wie hij een zoon had. Met zijn nieuwe partner, de Braziliaanse Marisa Parendeiras, verbreedde hij de horizon van zijn beleving. Met nieuwe muzikanten probeert hij symfonische rock uit. De band 'La máquina de hacer pájaros' had twee albums opgenomen, maar deze zijn nooit echt populair geworden in Argentinië. Omdat de politieke boodschap van de teksten Charlie García in conflict bracht met de militaire dictatuur onder Jorge Rafael Videla, besloot hij eind 1977 te emigreren naar São Paulo in Brazilië. Daar kwam hij in contact met Braziliaanse muzikanten zoals Milton Nascimento. In de daaropvolgende jaren werd een nieuwe band gevormd rond Charly García, waaronder ook Sui Generis-muzikanten. Ze namen hun eerste album Serú Girán op in São Paulo, dat ook verscheen in Argentinië en Charly García werd kort vastgehouden door het leger in 1979.
Na 1983 en de ontkrachting van het leger keerde Charly García als solist terug naar Argentinië. In de daaropvolgende jaren werd hij radicaler en compromislozer. Hij trad op tijdens tal van concerten in de fase van democratische verandering. Eind jaren 1980 klonk zijn muziek als punkrock. De jaren 1990 werden aanvankelijk gekenmerkt door overmatig drugsgebruik. Hij speelde in een wisselende bezetting, vaak in de clubs in Buenos Aires. Gedurende deze tijd werden acht albums gemaakt. Hij speelde met verschillende Argentijnse muzikanten. Er was een nieuwe editie van Serú Girán met een concert in het River Plate-stadion. In 1997 werkte hij met Mercedes Sosa en nam hij het album Alta Fidelidad op. In februari 1999 speelde hij tijdens het Vivo III-festival in Buenos Aires voor 250.000 mensen en een paar maanden later tijdens een privéconcert in het Casa Rosada voor de toenmalige Argentijnse president Carlos Saúl Menem.
In 2004 begon hij een tournee door Argentinië. Onder het motto La Venganza (Revenge) speelde hij in Ushuaia (Tierra del Fuego) bij −2 ° C.

## Discografie

### Sui Generis
- 1972: Vida
- 1973: Confesiones de invierno
- 1974: Pequeñas anécdotas sobre las instituciones
- 1975: Adiós Sui Géneris I & II (live)
- 1993: Adiós Sui Géneris III (liveopname uit 1975)
- 2000: Sinfonías para adolescentes
- 2001: Si!, Detrás de las paredes

### Porsuigieco
- 1976: Porsuigieco (een compilatie van Raúl Porchetto, Sui Géneris, León Gieco)

### La Máquina de Hacer Pájaros
- 1976: La máquina de hacer pájaros
- 1977: Películas

### Serú Girán
- 1978: Serú Girán
- 1979: La grasa de las capitales
- 1980: Bicicleta
- 1981: Peperina
- 1982: No llores por mí, Argentina (live)
- 1992: Serú 92
- 1993: En vivo I, En vivo II (live in Buenos Aires., River Plate Stadion)
- 2000: Yo no quiero volverme tan loco (liveopname uit 1981, Estadio de Obras Sanitarias)

### Solo
- 1980: Música del alma
- 1982: Pubis angelical (muziek voor een film van Raúl de la Torre, volgens het boek van Manuel Puig), Yendo de la cama al living (dubbel-lp)
- 1983: Clics Modernos (Modern Clics)
- 1984: Piano Bar
- 1984: Terapia Intensiva
- 1985: Tango (met Pedro Aznar)
- 1987: Parte de la religión
- 1988: Lo que vendrá (muziek voor een film van Gustavo Mosquera)
- 1989: Cómo conseguir chicas
- 1990: Filosofía barata y zapatos de goma
- 1991: Tango 4 (mit Pedro Aznar)
- 1994: La hija de La Lágrima
- 1995: Casandra Lange / Estaba en llamas cuando me acosté,
- 1995: Hello! MTV Unplugged (liveconcert in Miami)
- 1996: Say No More
- 1997: Alta fidelidad (met Mercedes Sosa)
- 1998: El aguante
- 1999: Demasiado ego (liveconcert in Buenos Aires)
- 1999: Charly & Charly en Olivos (liveconcert in het presidentieel paleis van Olivos, gelimiteerde oplage van 2000 exemplaren)
- 2002: Influencia
- 2003: Rock and roll yo
- 2010: Kill Gil

- Bibsys: 14046433
- Biblioteca Nacional de España: XX1423805
- Gemeinsame Normdatei: 139530290
- International Standard Name Identifier: 0000 0000 7824 5180
- Library of Congress Control Number: n87937181
- MusicBrainz: dd999ced-1dd4-44b8-ab67-ee5ec23e52b7
- Réseau des bibliothèques de Suisse occidentale: 02-A011325875
- Système universitaire de documentation: 192878891
- Virtual International Authority File: 23675103
- WorldCat: E39PBJq6XKvgK6t94tdWvy7WDq